# 巴莱斯特拉泰
巴莱斯特拉泰（義大利語：Balestrate），是意大利西西里大区巴勒莫广域市的一个市镇。总面积3.87平方公里，人口6502人，人口密度1680.1人/平方公里（2009年）。ISTAT代码为082007。